# Empire (tạp chí điện ảnh)
Empire là một tạp chí điện ảnh của Anh, xuất bản hàng tháng bởi Bauer Consumer Media của tập đoàn Bauer Media, có trụ sở tại Hamburg. Từ số đầu tiên vào tháng 7 năm 1989, tạp chí đã được Barry McIlheney chỉnh sửa và xuất bản bởi Emap. Bauer đã mua Emap Consumer Media vào đầu năm 2008. Xuất bản tại Vương quốc Anh, Empire tổ chức Giải Empire hàng năm, được Sony Ericsson tài trợ, và từ năm 2009 do Jameson tài trợ.